# Río Seco y Montaña 2.ª Sección
Río Seco y Montaña 2.ª Sección es una localidad del municipio de Huimanguillo ubicado en la subregión de la Chontalpa del estado mexicano de Tabasco.

## Geografía
La localidad de Río Seco y Montaña 2.ª Sección se sitúa en las coordenadas geográficas 17°58′42″N 93°23′08″O / 17.978333, -93.385556, a una elevación de 17 metros sobre el nivel del mar.

## Demografía
Según el Conteo de Población y Vivienda 2020, efectuado por el Instituto Nacional de Estadística y Geografía, la localidad de Río Seco y Montaña 2.ª Sección tiene 8,223 habitantes, de los cuales 4,019 son del sexo masculino y 4,204 del sexo femenino. Su tasa de fecundidad es de 1.74 hijos por mujer y tiene 2,454 viviendas particulares habitadas.
| Gráfica de evolución demográfica de Río Seco y Montaña 2.ª Sección entre 1910 y 2020 |
|                                                                                      |
| INEGI.                                                                               |